# Für Sama
Für Sama (Originaltitel: For Sama) ist ein britisch-syrischer Dokumentarfilm von Waad al-Kateab und Edward Watts aus dem Jahr 2019, der sich mit dem Syrischen Bürgerkrieg befasst. Der Film wurde 2020 für den Oscar als bester Dokumentarfilm nominiert und erhielt zahlreiche Auszeichnungen. In Deutschland war Für Sama Eröffnungsfilm des Human Rights Film Festival Berlin 2019 und hatte 2020 seinen offiziellen deutschen Kinostart.

## Handlung
Der Film ist als ein Liebesbrief von Waad al-Kateab an ihre Tochter Sama aufgebaut und zeigt das Leben in Aleppo während des Bürgerkrieges in Syrien. Während die Stadt um sie in Scherben fällt, verliebt Waad sich in Hamza, heiratet ihn und bringt die gemeinsame Tochter Sama zur Welt. Während Hamza fast im Alleingang sein Krankenhaus am Laufen hält, filmt die angehende Journalistin Waad alles, was in Aleppo um sie herum passiert. Dazu gehören Momente des Leids genauso wie Augenblicke der Hoffnung. Schließlich verlässt die junge Familie Aleppo in Richtung der sicheren Türkei. Sie hoffen, eines Tages nach Syrien zurückkehren zu können.

## Hintergrund
Für Sama basiert auf privaten Video-Aufzeichnungen von Waad al-Kateab. Für die Fertigstellung mussten sie und Watts über 500 Stunden an Videos sichten.
Kurz nachdem sie die Türkei erreicht hatten, wurde eine zweite Tochter geboren. Die Familie verbrachte ein Jahr in der Türkei. Sie lebt heute in London, wo sie Asyl erhalten hat. Al-Kateab setzt sich heute mit der NGO Action for Sama für die Unterstützung humanitärer Arbeit in Syrien ein. Die Regisseurin begann das Filmen, um die Proteste gegen Assad zu dokumentieren. Sie verarbeitete das Material, um mit dem Film etwas zu ändern. Sie machte zunächst Aufnahmen mit ihrem Smartphone und später einer Videokamera. Sie lieh sich sogar eine Drohne aus.

## Rezeption
Der Film ist nach Auffassung von Patrice Taddonio (PBS) der seltene Fall eines Films, der die weibliche Perspektive des Krieges zeige. Er zeige einerseits die Zerstörung und den Verlust, sei aber andererseits auch die Botschaft einer Mutter an ihre Tochter über Liebe, Loyalität und das Durchhalten in unmöglichen Situationen.  Hugh Montgomery für die BBC betont, dass Frauen auch sehr „männliche“ Kriegsfilme machen könnten etwa Kathryn Bigelow mit The Hurt Locker. Es sei wohl die Perspektive einer Mutter. Wobei er einräumt, dass Frauen Krieg emotionaler verarbeiten könnten.
Die Süddeutsche Zeitung nannte Für Sama einen mutigen und berührenden Dokumentarfilm. Die Neue Zürcher Zeitung sieht den Film als wichtiges Zeitdokument.

## Auszeichnungen
Bereits zu Beginn des Jahres hatte Für Sama über 50 Auszeichnungen erhalten. Unter anderem ist es der erste Dokumentarfilm, der in vier Kategorien für die British Academy Film Awards nominiert wurde, er wurde dort als bester Dokumentarfilm ausgezeichnet. Der Film erhielt den schwedischen Guldbagge 2021 als bester ausländischer Film und wurde mit dem Deutschen Menschenrechts-Filmpreis 2020 in der Kategorie Langfilm ausgezeichnet.
Die deutsche Filmbewertungsstelle vergab das Prädikat „Besonders wertvoll“. Für Sama hebe sich formell als Erlebnisbericht und Videotagebuch von einem klassischen Dokumentarfilm ab. Der wichtige Film sei ein ergreifendes Zeitdokument.